# Барабаш, Юрий Яковлевич
Ю́рий Я́ковлевич Бараба́ш (10 августа 1931, Харьков — 28 ноября 2024, Москва) — советский и российский литературовед и публицист. Доктор филологических наук (1969), профессор (1971), главный научный сотрудник Отдела литератур народов России и СНГ ИМЛИ им. А. М. Горького РАН.

## Биография
Родился 10 августа 1931 года в Харькове Украинской ССР.
В 1955 году окончил факультет журналистики КГУ им. Т. Г. Шевченко. Работал редактором журнала «Прапор», заместителем главного редактора «Литературной газеты». Член КПСС с 1959 года.
В 1965—1973 годах на партийной работе — заведующий сектором, затем консультант Отдела культуры ЦК КПСС, в 1973—1975 годах руководил Институтом истории искусств, в 1975—1977 годах — директор Института мировой литературы АН CCCP. В 1969 году защитил докторскую диссертацию «Принцип народности и некоторые актуальные вопросы литературы. (Очерки истории и современного развития советской украинской литературы)».
В 1977—1983 годах — первый заместитель министра культуры СССР. В 1983—1985 годах — главный редактор газеты «Советская культура».
Член Союза писателей СССР (1957), союзов писателей России и Украины. Печатался в журнале «Вопросы литературы».
Скончался 28 ноября 2024 года в Москве.
Дочь, Екатерина Юрьевна Барабаш, — российский журналист.

### Основные работы
Книги
- «Поэт и время» (1958);
- «Крылатый реализм» (1961);
- «„За“ и „против“: полемические заметки» (1965);
- «Довженко: некоторые вопросы эстетики и поэтики» (1968);
- «О народности: литературно-критические очерки» (1970);
- «Вопросы эстетики и поэтики» (1973; 4-е изд. 1983);
- «Алгебра и гармония: о методологии литературоведческого анализа» (1977);
- «„Знаю человека“. Григорий Сковорода: поэзия, философия, жизнь» (1989);
- «Гоголь: загадка „Прощальной повести“» (1993);
- «Почва и судьба. Гоголь и украинская литература: у истоков» (1995);
- «Коли забуду тебе, Єрусалиме. Гоголь і Шевченко, порівняльно-типологічні студії» (2001, на укр. яз.; 2003, на рус. яз.);
- «Тарас Шевченко: императив Украины. Историо- и нациософская парадигма» (2004);
- «Т. Г. Шевченко: семантика и структура поэтического текста» (2011)

Статьи
- Камо грядеши? // Новый мир, 1970, № 10;
- «Искусство как объект комплексного изучения» // «Вопросы философии», 1974, № 10—11;
- «О повторяющемся и неповторимом» // «Современные проблемы литературоведения и языкознания» (1974)

## Награды и премии
- 2 ордена Трудового Красного Знамени (28 октября 1967; …)
- орден Дружбы народов (7 августа 1981)
- орден «За заслуги» ІІІ степени (23 августа 2011, Украина) — за весомый личный вклад в укрепление международного авторитета Украины, популяризацию её исторического наследия и современных достижений и по случаю 20-й годовщины независимости Украины[4]
- медали
- Государственная премия РСФСР имени М. Горького (1976) — за книгу «Вопросы эстетики и поэтики»
- Международная премия фонда О. и Т. Антоновичей (США) (1998) — за работы о Гоголе и Г. Сковороде
- Национальная премия Украины имени Тараса Шевченко (2004) — за монографию «„Если забуду тебя, Иерусалим…“ Гоголь и Шевченко: сравнительно-типологические опыты»
- Международная премия имени Г. Сковороды (2012)

## Отзывы
Литературовед, литературный критик, журналист, писатель и публицист Б. Г. Яковлев отмечал: 

Юрий Яковлевич Барабаш был заметным авторитетом в литературной жизни страны, написал замечательную книгу о А. Довженко («Дайте мне чистое золото правды!») и ряд других книг, множество статей и рецензий. После ухода из ЦК он стал главным редактором газеты ЦК КПСС «Советская культура» и, надо сказать, вывел её в число самых «читабельных» изданий. Словом, это личность, и дай Бог ему здоровья.
Литературный критик Бенедикт Сарнов:

Юрий Яковлевич Барабаш был молодой критик (молодой — и по возрасту, и по официальной табели о рангах), обративший на себя внимание довольно гнусной рецензией (кажется, в «Известиях») на повесть Григория Бакланова «Пядь земли». Не так воевали, не так думали, не так чувствовали наши люди на той великой войне, — поучал автора «Пяди земли», всю войну провоевавшего на передовой, этот желторотый юнец, военное детство которого (в сорок первом ему было десять лет) прошло в оккупации.— 